# Демаркаційна лінія III Рейх — СРСР

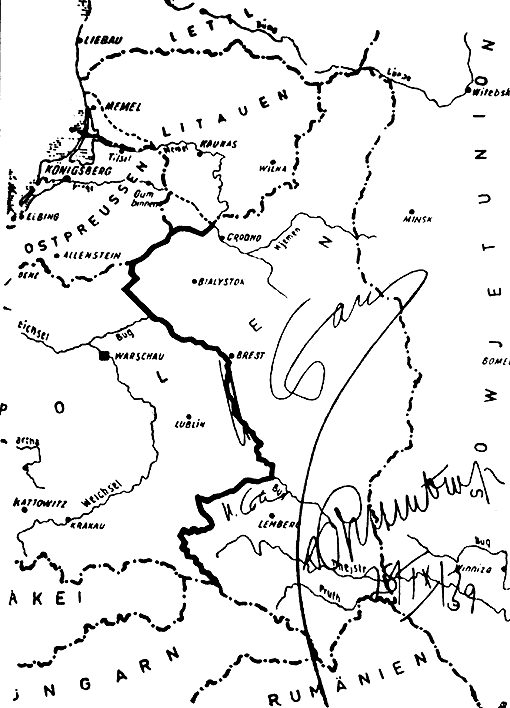
Межа між ІІІ Рейхом та СРСР

Демаркаці́йна лі́нія ІІІ Рейх — СРСР — межа між сферами впливу Третього Рейху та СРСР на окупованих ними теренах Польської республіки, яка була встановлена 28 вересня 1939 р. в Договорі про дружбу та кордони, підписаному між цими державами у Москві. Існувала до нападу Третього Рейху на Радянський Союз 22 червня 1941 р.
Попередньо вона була визначена в додатковому протоколі до пакту Молотова — Ріббентропа від 23 серпня 1939 р. За ним межа сфер інтересів Третього Рейху та СРСР була дещо іншою: північний кордон Литви та лінія Нарва-Вісла-Сян.